# 斯通納輕機槍
奈特軍械公司輕型突擊機槍（英語：-{Knight's Armament Company 
Light Assault Machine Gun}-，縮寫：LAMG）是一系列由尤金·斯通納所設計、奈特軍械公司（KAC）所生產的轻机枪（班用自動武器）系統，發射5.56×45毫米北約口徑步枪子彈。
它前稱為斯通納輕機槍（英語：Stoner LMG），又被稱為KAC斯通納99輕機槍（英語：KAC Stoner 96 LMG），以便與來自早期型號的阿瑪萊特斯通納63輕機槍（英語：ArmaLite Stoner 63 LMG）和阿瑞斯斯通納86輕機槍（英語：Ares Stoner 86 LMG）作出區別。

## 研發歷史
斯通納設計這款武器以取代斯通納63。可無論這兩款武器系統都沒有得到廣泛普及，因為FN Minimi最終成為美國軍隊所採用的輕機槍，而這款FN研製的武器被命名為M249。目前，該武器已經被發現為純限量生產，這使得斯通納輕機槍因其尺寸緊湊和重量相對地輕便而普遍被私人軍事承包商（PMC）所採用。

## 設計
目前由奈特軍械公司（KAC）所生產的斯通納輕機槍是目前最輕便、最簡單，並且堅固耐用的5.56毫米彈鏈供彈式輕機槍。它的上彈後的重量為4.54公斤（10磅），全長為895.35毫米（35.25英吋）。斯通納輕機槍為彈鏈供彈，導氣式，風冷式，以及全自動射擊；其發射速率為550發／分鐘。
它的核心是其開放式槍栓，利用在其他機槍（例如，由斯通納63的貢獻者之一吉姆·沙利文所設計的Ultimax 100輕機槍）以上採用的恆定後座（Constant Recoil）系統進行控制。在該系統中，在觸碰機匣外殼以前，槍栓組件會由複進彈簧所完全減速，以最大程度地減輕可感後座力並且提高可控制性。正是因為槍機不撞擊任何部件（例如機匣後部），所以KAC LMG亦並無槍機緩衝器，這使得武器可在全自動射擊時自由控制。
雖然它並無內建的兩腳架，但是可藉由模塊化護木的下部導軌裝上裝上握把筴艙或直接裝上相符附件。彈鏈供彈器就在機匣的側面鉸接了一根不尋常的外露連桿。供彈機盤上方的頂蓋非常短，可以加快其重新裝填並且安裝與機匣一體化的光学瞄準鏡導軌。由於可快速更換的冷鍛法製造鍍铬內膛槍管的連接方式牢固，因此KAC LMG非常精確。

## 衍生型

### 斯通納86
第一款衍生型，配有彈匣供彈的轉換裝置和固定式管狀槍托。相關的衍生型為短槍管的突擊型。

### 斯通納96
取消彈匣供彈轉換裝置的簡化衍生型號。具有縮短的槍管、可用於近身距離作戰的M4卡賓槍型可伸縮式槍托以及用以裝上瞄準鏡、前握把、兩腳架的皮卡汀尼導軌。

### 斯通納ChainSAW
Chain SAW最初是用於測試輕機槍的新型人體工程學設計的技術練習而研發的衍生型。Chain SAW被設計成僅可腰射，護木裝有交錯般橫跨頂部的前握把以緊握槍械，而機槍尾部裝上的是握把而非槍托；這意味著使用者使用ChainSAW時，就好像他們使用實際的電鋸一樣。由於ChainSAW旨在用於腰射，因此隨後又為該機槍研發各種指向輔助工具以協助瞄準和保持準確，儘管KAC承認在可以有效地生產和運用ChainSAW以前，必須進行更多關於指向輔助工作的工作。

### LW-AMG
輕量化突擊機槍（英語：LightWeight Assault Machine Gun，縮寫：LW-AMG）是LAMG的7.62×51毫米北約口徑放大型版本；並且預留了改為6.5毫米克里德莫爾口徑的空間。

## 使用國
- 丹麦
  - 丹麥皇家海軍（英语：Royal Danish Navy）[5][6]
- 美国
  - 美國陸軍特種作戰司令部
    - 第75游騎兵團

## 流行文化

### 电子游戏
- 2007年—《穿越火线》：型号为斯通納ChainSAW，命名为“KAC轻机枪”，使用100发弹链供弹。为CF点武器，拥有多种改型。
- 2011年—：型號為斯通納ChainSAW，命名為「Chinzor」，可裝上消聲器、四向排氣式槍口制退器、六向排氣式槍口制退器、向下氣式槍口制退器、雙向排氣式槍口制退器、和大容量彈匣。
- 2012年—：型號為斯通納96，命名為「斯通納96」，以150發彈鏈供彈，奇怪地安裝在GAZ-2330上。
- 2013年—：型號為斯通納96，命名為「Mk200 6.5mm」，裝上了MagPul UBR，由INDFOR所使用。奇怪地發射6.5×39毫米无壳弹药。
- 2013年—：型號為斯通納ChainSAW，命名為「Chain SAW」，黑色槍身，造型上裝有前提把和不可使用的下掛式37毫米「浩劫」信號彈發射器，載彈量100發（戰役模式及滅絕模式）和80發（聯機模式，可使用改裝：延長彈匣增至120發），初始攜彈量為80發（聯機模式）和100發（滅絕模式），最高攜彈量為240發（戰役模式）和400發（聯機模式），內置雷射瞄準器（但只能在聯機模式時使用），只能腰射，奇怪地能夠三發點放。戰役模式之中可由美國精銳部隊「魅影」（Ghosts）成員勞根·沃克（Logan Walker）所使用；聯機模式時可以使用時可以使用消音器、制退器、槍管下掛式榴弹发射器、延長彈匣、穿甲彈、射速增加；滅絕模式時以3,000點取得。
- 2014年—：命名為“M96”，只有購買了遊戲公測版的玩家才能使用。
- 2017年—《明日之后》：型号疑似斯通纳chain SAW，为帝国重甲机枪兵所使用

## 資料來源
1. 1 2 3 4 5  . Knight's Armament.   [14 May 2019]. （原始内容存档于2020-04-14）.
2. 1 2 3 4 5  . Knight's Armament.   [14 May 2019]. （原始内容存档于2020-04-14）.
3. 1 2  F, Nathaniel. . The Firearm Blog. 9 October 2017  [14 May 2019]. （原始内容存档于2020-04-14）.
4. ↑  .   [2013-10-05]. （原始内容存档于2011-07-23）.
5. ↑  .   [2013-10-05]. （原始内容存档于2013-10-07）.
6. ↑  .   [2013-10-05]. （原始内容存档于2013-10-07）.

## 外部連結
- （英文）—Knight's Armament Co－Military－Stoner LMG
- （英文）—Modern Firearms—ARES Stoner 86 and Stoner 96 / Knights LMG light machine guns （页面存档备份，存于）
- （英文）—The Stoner LMG on KAC's Official Site （页面存档备份，存于）
- （英文）—Stoner Model 86 （页面存档备份，存于）
- （英文）—Security Arms.com－Ares (Stoner) Model 86 Light Machinegun （页面存档备份，存于）
- （英文）—The Firearm Blog.com—Knight’s Armament Stoner LMG (Finally) Enters Production （页面存档备份，存于）
- （简体中文）—D Boy Gun World（槍炮世界）—
  - 斯通纳86轻机枪 （页面存档备份，存于）
  - 斯通纳轻机枪 （页面存档备份，存于）